# Liu Jiacen
Liu Jiacen (刘佳岑S, Liú JiācénP; Jixi, 30 marzo 1989) è una cestista cinese.

## Carriera
Con la Cina ha disputato i Campionati mondiali del 2018.